# アドニス (ウェブトゥーン)
『アドニス』（朝鮮語: 아도니스、英語: Adonis)は、韓国発のウェブトゥーンである。原作はヘドリ作の長編小説『Adonis』。日本ではLINEマンガ、ピッコマ、comicoで毎週日曜日に連載されている。

## あらすじ
剣術大会で出会ったイアナ・ロベルシュタインとアルハードは、強く惹かれ合う。しかしイアナはロアンヌ王国の騎士となりバハムート帝国の皇帝のアルハードとは宿敵になる。アルハードに勝つことに執着したイアナはアルハードの手により殺され、もしも生まれ変わったらアルハードの騎士になることを誓う。すると、イアナはまたイアナ・ロベルシュタインとして転生した。

## 登場人物
イアナ・ロベルシュタイン
本作の主役。赤髪の女剣士。貴族のロベルシュタイン家の妾の子として生まれる。前世は神聖時代の女神ロベルシュタイン。
転生前
18歳、ロアンヌ王国主催の建国記念青年剣術祭でアルハードに敗れる。21歳、大陸剣術祭で優勝し、ロアンヌ王国の王子シュナイダーに仕えることになる。ロベルシュタイン家を燃やし伯爵になり、侯爵、公爵、初の女総司令官まで出世する。バハムート帝国の皇帝となったアルハードとは敵対し、アルハードの手によって殺された。
転生後
前世と同じロベルシュタイン家の妾の子として、前世の記憶を持ったまま転生する。16歳でヴァルゼンタ学術院の剣術学部に入る。

アルハード・ロ・バハムート
ヴァルゼンタ学術院の剣術学部所属。黒髪に金眼の剣士。バハムート皇族とロイギン一族の血を引く。バハムート皇族を滅ぼすというロイギン一族の望みのために生まれる。バハムート皇族に狙われているため、ハインリッヒに匿ってもらう。
転生前
ロアンヌ王国主催の建国記念青年剣術祭でイアナと出会い、イアナに勝利し優勝する。後にバハムート皇族を滅ぼしバハムートの皇帝になる。

### ヴァルゼンタ学術院
エイジ・ロイギン
ヴァルゼンタ学術院の剣術学部所属。青緑の髪。2本の短剣を使う剣士。ロイギン一族の生き残り。情報屋をしている。アルハードの組織、カマトロスのメンバー。カマトロスに有能な人材をスカウトするため学術院に入学した。剣術学部の同期のイアナ、ヘレイス、タロウと親しい。
ヘレイス・バンダム
ヴァルゼンタ学術院の剣術学部所属。貴族、バンダム子爵家の次男。後継者問題があるため独立を考えている。母方の祖父はヴァルゼンタ学術院学長のハインリッヒ。トレヴィスの弟。生まれつき体が弱く、10歳のとき「マナの呪い」という病気にかかったため、祖父ハインリッヒが作った薬を飲んでいる。愛する人と幸せな家庭を築き子供をたくさん作ることが夢。
タロウ
ヴァルゼンタ学術院の剣術学部所属。オレンジ色の髪。日本語版では博多弁のような方言で話す。ララッシュアに片思いしている。親の言いつけによりマナの使用者とは戦わない。
ララッシュア・エル・マルディアル
ヴァルゼンタ学術院の魔法学部所属。紫色の髪と左目の横のほくろが特徴。マルディアル王国王女。ヘレイスの祖父でありヴァルゼンタ学術院学長のハインリッヒの一番弟子となり学術院に入学する。氷の魔法を得意とする。タロウに「女神」と称えられている。
リッキーゼン・ロスタリー
ヴァルゼンタ学術院の政治学部所属。政治学部に主席入学した優等生。灰色の目と髪。イアナと同い年。タロウのルームメイト。イアナの転生前はバハムート帝国の宰相でありアルハードの側近参謀で、アルハードが執着するイアナを毛嫌いしていた。イアナの転生後はヴァルゼンタ学術院で同じロアンヌとバハムートの歴史の授業を受けており、一緒に勉強する仲である。
プリーシラ
ヴァルゼンタ学術院の衣装学部4年。学術院でのイアナのルームメイト。
ハインリッヒ
ヴァルゼンタ学術院学長。大魔法使い。ララッシュアの師匠。ヘレイスの母方の祖父。バハムート皇族に狙われているアルハードを匿う。
トレヴィス・バンダム
ヴァルゼンタ学術院の剣術学部所属。貴族、バンダム子爵家の長男で妾の子。ヘレイスの兄。自分より優れているヘレイスに劣等感を抱いている。ヘレイスが不治の病「マナの呪い」にかかった時から、ヘレイスを侮辱していた。剣術学部の剣術大会で決勝に進むが、イアナに敗れる。

### ロベルシュタイン家
ルボニー・ロベルシュタイン
イアナの母。女神、ロベルシュタインに神力を託された神聖時代の最下級の神。権能は洗脳。イアナの転生後は死ぬことを望み、イアナに殺してもらう。
チェルノ・ロベルシュタイン
イアナの父。
サラチェ・ロベルシュタイン
チェルノの正妻。ハルチェンの母。イアナの転生前は、ルボニーに渡されてイアナが運んだ毒入りの茶を飲まされ死んだ。
ハルチェン・ロベルシュタイン
イアナの兄。
イスフィ
ロベルシュタイン家の侍女。夫と腹の中の子を失った後にロベルシュタイン家の侍女になる。イアナの転生前はイアナの味方をしたことで殺された。
カニッツ
イアナの護衛。自らイアナの護衛になることを志望した。幼いイアナに頼まれ剣術を教えた。